# Bernhof (Schnaittach)
Bernhof  ist ein Gemeindeteil des Marktes Schnaittach im Landkreis Nürnberger Land (Mittelfranken, Bayern). Bernhof liegt in der Gemarkung Hormersdorf.

## Lage
Das Dorf liegt auf der Hersbrucker Alb. Eine Gemeindeverbindungsstraße führt die Bundesautobahn 9 unterquerend nach Hormersdorf zur Staatsstraße 2404 (1,3 km südöstlich) bzw. zur Kreisstraße LAU 3 (1,2 km nördlich) in der Nähe des Schiepfensteins (569 m ü. NHN).

## Geschichte
Über Jahrhunderte verlief die Grenze zwischen dem Rothenberger Herrschaftsgebiet und dem reichsstädtisch nürnbergerischen Pflegamt Hiltpoltstein durch den Ort.
Mit dem Gemeindeedikt (frühes 19. Jahrhundert) wurde Bernhof dem Steuerdistrikt Hormersdorf und der Ruralgemeinde Hormersdorf zugewiesen. Im Zuge der Gebietsreform in Bayern wurde Bernhof am 1. Januar 1972 nach Schnaittach eingemeindet.